# Microhyla tetrix
Microhyla tetrix — вид жаб з родини карликових райок (Microhylidae). Описаний у 2020 році.

## Поширення
Ендемік Таїланду. Населяє вічнозелені тропічні ліси на південному заході країни. Трапляється у провінціях Ратчабурі, Пхетчабурі, Прачуапкхірікхан, Чумпхон, Сураттхані та Крабі.